# Arnau Comas
Arnau Comas Freixas, né le 11 avril 2000, est un footballeur espagnol professionnel qui évolue au poste de défenseur central au FC Bâle.

## Biographie

### En club
Né à Cassà de la Selva, Gironés, Catalogne, Comas commence sa carrière avec l’équipe réserve du F.C Barcelone,,. En 2019, il est prêté à l'UE Olot en quatrième division espagnole,.
En 2022, Comas signe en faveur de l'équipe suisse du FC Bâle au sein de la Super League. Il y signe un contrat de quatre ans, jusqu’en 2026,,. Il fait ses débuts en faveur de l'équipe fanion le 26 juillet 2022, avec à la clé une victoire 2-0 contre Crusaders lors du deuxième tour de qualification de la Ligue Europa Conférence 2022-2023. Le 29 juillet, il réalise ses débuts en championnat à l'occasion d'un match nul 1-1 contre le Servette.
Début juillet 2025, il quitte le FC Bâle 1893 et retourne dans son pays d'origine, l'Espagne, à Deportivo La Corogne.
En juillet 2025, il rejoint donc le Deportivo La Corogne où il signé un contrat jusqu'en juin 2028.